# Marcelo Saragosa
Marcelo Silveira Saragosa, meglio conosciuto come Marcelo Saragosa (Campo Grande, 22 gennaio 1982), è un dirigente sportivo ed ex calciatore brasiliano, di ruolo centrocampista, dal 18 aprile 2019 direttore sportivo dell'Austin Bold.